# 盘丝百合属
盘丝百合属（学名：Thelionema）也叫曲蕊百合属，是阿福花科和萱草亚科的的一个小属，是种簇生多年生植物。本属共有三个物种，都原产于澳大利亚，这三个物种以前都属于弯药百合属。

## 下属物种
- 盘丝百合 Thelionema caespitosum (R.Br.) R.J.F.Hend.
- 大盘丝百合 Thelionema grande (C.T.White) R.J.F.Hend.
- 伞序盘丝百合 Thelionema umbellatum (R.Br.) R.J.F.Hend.